# ASOBAL
L'Asociación de Clubes de Balonmano (ASOBAL) és una organització esportiva espanyola formada per clubs professionals d'handbol i encarregada de vetllar pels interessos dels seus associats. Com altres associacions de clubs d'altres esports, estableix el sistema de competició, les normes per entrar-hi, i negocien els drets de retransmissió i patrocini.
Es creà el 18 de maig de 1984 i és l'organisme encarregat d'organitzar les següents competicions:
- Lliga ASOBAL
- Copa del Rei d'handbol
- Copa ASOBAL
- Supercopa d'Espanya d'handbol

## ASOBALF
L'associació paral·lela que vetlla pels interessos de les esportistes que juguen a aquest esport es diu ASOBALF.
Va organitzar la copa ABF del 2001 al 2011, que el darrer any va guanyar Cleba León.